# César Arias (político argentino)
César Arias (Buenos Aires, 17 de febrero de 1924-15 de noviembre de 2020) fue un político y abogado argentino, perteneciente al Partido Justicialista, que ocupó el cargo de secretario de Justicia de la Nación durante la presidencia de Carlos Menem. Por otro lado, también se desempeñó como procurador del Tesoro de la Nación, diputado nacional, convencional nacional constituyente y auditor de la Auditoría General de la Nación.

## Carrera
Desarrolló una extensa carrera jurídica, llegando a desempeñarse como Juez de Cámara y de Primera Instancia de la Justicia de la Nación. Por otra parte, también fue docente en la Universidad de Buenos Aires, siendo Director del Departamento de Justicia Social de la Facultad de Derecho, y la Universidad de Belgrano. Íntimo amigo de Carlos Menem, fue abogado de él, así como asesor electoral durante sus campañas.
Tras la asunción de Menem como presidente, fue nombrado procurador del Tesoro de la Nación, cargo que desempeñó en 1989. Dejó su cargo para ser designado Secretario de Justicia de la Nación, cargo que desempeñó entre el 6 de octubre de 1989 y el 12 de septiembre de 1991.
Dejó su cargo en el poder ejecutivo con la intención de postularse a diputado nacional, representando a la provincia de Buenos Aires. Fue electo como tal en 1991, y reelecto para un segundo período en 1995, abandonando la cámara baja en 1999. En esa época fue Presidente de las comisiones de juicio político, asuntos constitucionales, bicameral de la defensoría del pueblo, Investigadora de hechos ilícitos y lavado de dinero; y vicepresidente de Legislación general. En paralelo, se desempeñó como vicepresidente y apoderado del Partido Justicialista.
Además a lo largo de su trayectoria ha sido delegado de la Federación Argentina del Colegio de Abogados, Presidente del Centro de abogados de Buenos Aires, Presidente de la comisión de Asuntos Constitucionales de Asociación de Abogados.
Entre 1999 y 2007 se desempeñó como auditor en la Auditoría General de la Nación, siendo este su último cargo político.

## Libros publicados
- Renovación a fondo (1986, en coautoría con Carlos Menem)[6]
- Claves para comprender la trama de la mafia del oro (2000)[7]
- Deuda Externa y Banco Central, instrumento estratégicos del poder (2006).[8]